# Danmarks floorballlandshold
Danmarks floorballlandshold er det nationale floorballhold i Danmark, som administreres af Floorball Danmark. Holdet deltog for første gang i EM i floorball i 1994 og ved VM i floorball i 1996.
Ved herre VM i 2000 bliver Danmark for anden gang nr. 4. I gruppespillet fører Danmark sensationelt 2-0 over Sverige inden 3. periode, men ender med at tabe 2-3. Michael Andersen (målmand) bliver i den forbindelse som første dansker udtaget til all star holdet.
| Sport | Spire Denne artikel om sport er en spire som bør udbygges. Du er velkommen til at hjælpe Wikipedia ved at udvide den. |